# فرانسيس كريس ويلسينغ
فرانسيس لويلا ويلسينغ (بالإنجليزية: Frances Cress Welsing)‏ (كريس قبل الزواج؛ 18 مارس 1935 – 2 يناير 2016) كانت طبيبة نفسية أفروسنتريكية أمريكية. قدم مقالها في عام 1970 نظرية الرشاد في مواجهة الألوان والعنصرية (سيادة البيض) تفسيرها لأصول ما وصفته بثقافة سيادة البيض.
كانت مؤلفة كتاب أوراق إيزيس: مفاتيح الألوان. أثارت ويلسينغ جدلًا بعد قولها إن المثلية الجنسية بين الأمريكيين من أصل أفريقي كانت حيلة من قبل الذكور البيض لتقليل عدد السكان السود.

## مسيرتها المهنية
في عام 1992، نشرت ويلسينغ كتاب أوراق إيزيس: مفاتيح الألوان، وهو مجموعة من المقالات التي كتبها على مدار 18 عامًا.
استُوحي اسم «أوراق إيزيس» من إلهة مصرية قديمة. كانت إيزيس أخت/زوجة أوزيريس وهو أهم إله. وفقًا لويلسينغ، كانت جميع أسماء الآلهة ذات أهمية؛ ولكن أوزيريس يعني «سيّد الأسوَد المثالي». اختارت ويلسينغ على وجه التحديد اسم إيزيس لإعجابها بـ«الحقيقة والعدالة» الذي سمح للعدالة بأن تكون أقوى من الذهب والفضة.
تتحدث في هذا الكتاب عن الإبادة الجماعية للأشخاص الملونين على مستوى العالم، إلى جانب القضايا التي يواجهها السود في الولايات المتحدة. وفقًا لويلسينغ، فإن الإبادة الجماعية للأشخاص الملونين ناتجة عن عدم قدرة الأشخاص البيض على إنتاج الميلانين. أدى وضع البيض بصفتهم أقلية إلى ما تطلق عليه البقاء الجيني للبيض.
تعتقد ويلسينغ أن الظلم الناجم عن العنصرية سينتهي عندما «يتعرف الأشخاص غير البيض في جميع أنحاء العالم على دينامية الإبادة الجماعية، ويحللونها، ويفهمونها، ويناقشونها بصراحة». تناولت أيضًا قضايا مثل تعاطي المخدرات، والقتل، وحمل المراهقات، ووفيات الأطفال، والسجن، والبطالة في مجتمع السود. وفقا لويلسينغ، يتمثل سبب هذه القضايا بتعريفها للعنصرية (سيادة البيض). الرجال السود هم محور مناقشة ويلسينغ لأنهم «يمتلكون الإمكانية الأكبر للتسبب بالاندثار الجيني للبيض» على حد قولها.

## وجهات النظر
في أوراق إيزيس، وصفت البيضَ بأنهم سلالة معيبة وراثيًا من الطافرين البُرْص. كتبت أنهم ربما طُردوا قسرًا من أفريقيا بسبب هذه الطفرة «المعيبة»، من بين احتمالات أخرى. من وجهة نظر ويلسينغ، العنصرية هي مؤامرة «لضمان البقاء الجيني للبيض». عزت ويلسينغ الإيدز والإدمان على كراك الكوكايين والمواد الأخرى إلى «الحرب الكيميائية والبيولوجية» التي يشنّها البيض.
خلقت ويلسينغ تعريفًا للعنصرية، وهو نظريتها حول الإبادة الجماعية لغير البيض على مستوى العالم. تشير إلى العنصرية وسيادة البيض بأنهما مترادفان. ينص تعريفها على أن «العنصرية (سيادة البيض) هي نظام الطاقة الديناميكي المحلي والعالمي، الذي ينظمه أولئك الذين يصنفون أنفسهم على أنهم بيض ويحافظون عليه؛ سواء حُدِدَ عن قصد أو لاشعوريًا؛ يتكون هذا النظام من أنماط الإدراك، والمنطق، وتكوين الرموز، والفكر، والكلام، والعمل، والاستجابة العاطفية، التي تجري جميعها في وقت واحد في جميع مجالات نشاط الناس: الاقتصاد، والتعليم، والترفيه، والعمل، والقانون، والسياسة، والدين، والجنس، والحرب. الهدف النهائي من النظام هو ضمان البقاء الجيني للبيض ومنع الإبادة الجينية للبيض على الأرض؛ كوكب تُصنف فيه الغالبية العظمى من الناس على أنهم غير بيض (أسود، بني، أحمر، أصفر) من قبل ذوي البشرة البيضاء. إن جميع الناس غير البيض مهيمنون وراثيًا (من ناحية تلوين البشرة) مقارنة بالأشخاص ذوي البشرة البيضاء المتنحية وراثيًا». كانت ويلسينغ ضد سيادة البيض وإخصاء الرجل الأسود. تأثرت فرقة بابليك إنيمي بشدة بنظرية ويلسينغ حول اللون ومنظورها عن الحرب الجينية. يعتمد معظم ألبوم «فير أوف أ بلاك بلانيت» (الخوف من كوكب أسود) غنائيًا ومفاهيميًا على بحث ويلسينغ. عند وفاتها، كتب تشوك دي على تويتر «ارقدي بسلام أيتها الدكتورة فرانسيس كريس ويلسينغ الحكيمة.. مصدر إلهام فير أوف أ بلاك بلانيت». أشاد البروفيسور غريف بعملها مرارًا وتكرارًا وأبدى الاحترام لأبحاثها المؤثرة، خاصة في ما يتعلق بالتأثير العميق الذي أحدثته في موسيقاهم وكلماتهم.